# Zwaantje (Nijemirdum)
('t) Zwaantje (Fries: (It) Swaantsje), vroeger de Huitebuurstermolen genoemd, is een poldermolen in de buurt van het Friese dorp Nijemirdum, dat in de Nederlandse gemeente De Friese Meren ligt.

## Beschrijving
Het Zwaantje is een grondzeiler, die enkele honderden meters ten zuiden van het dorp staat. Het is de enige overgebleven poldermolen van de gemeente Gaasterland-Sloten. Het Zwaantje werd in 1893 - en mogelijk al in 1878 - gebouwd voor de bemaling van de Huitebuursterpolder. Bij het Zwaantje zijn sporen te zien van een uit 1790 daterende molen die eerder door brand werd verwoest.
In 1956 verloor de molen zijn functie, toen zijn vijzel werd aangesloten op een elektromotor. De molen werd gedeeltelijk afgebroken, waarna de romp dienstdeed als gemaalbehuizing. Hierdoor bleef deze in redelijke staat. In de jaren tachtig werd de molen gerestaureerd. Daarbij werd gebruikgemaakt van onderdelen van de in 1983 gesloopte molen De Noordster in Nieuwebiltdijk. In 1987 werd het Zwaantje opnieuw als maalvaardige poldermolen in gebruik genomen, al kan hij ook in circuit malen. De molen staat via een sloot in verbinding met de Zandvaart.
De molen werd in 1996 eigendom van de Stichting De Fryske Mole. In 2007 werd hij voor het laatst gerestaureerd, waarbij onder meer de roeden en de vijzel werden vervangen. Het Zwaantje is een rijksmonument en is te bezichtigen als hij draait en op afspraak.

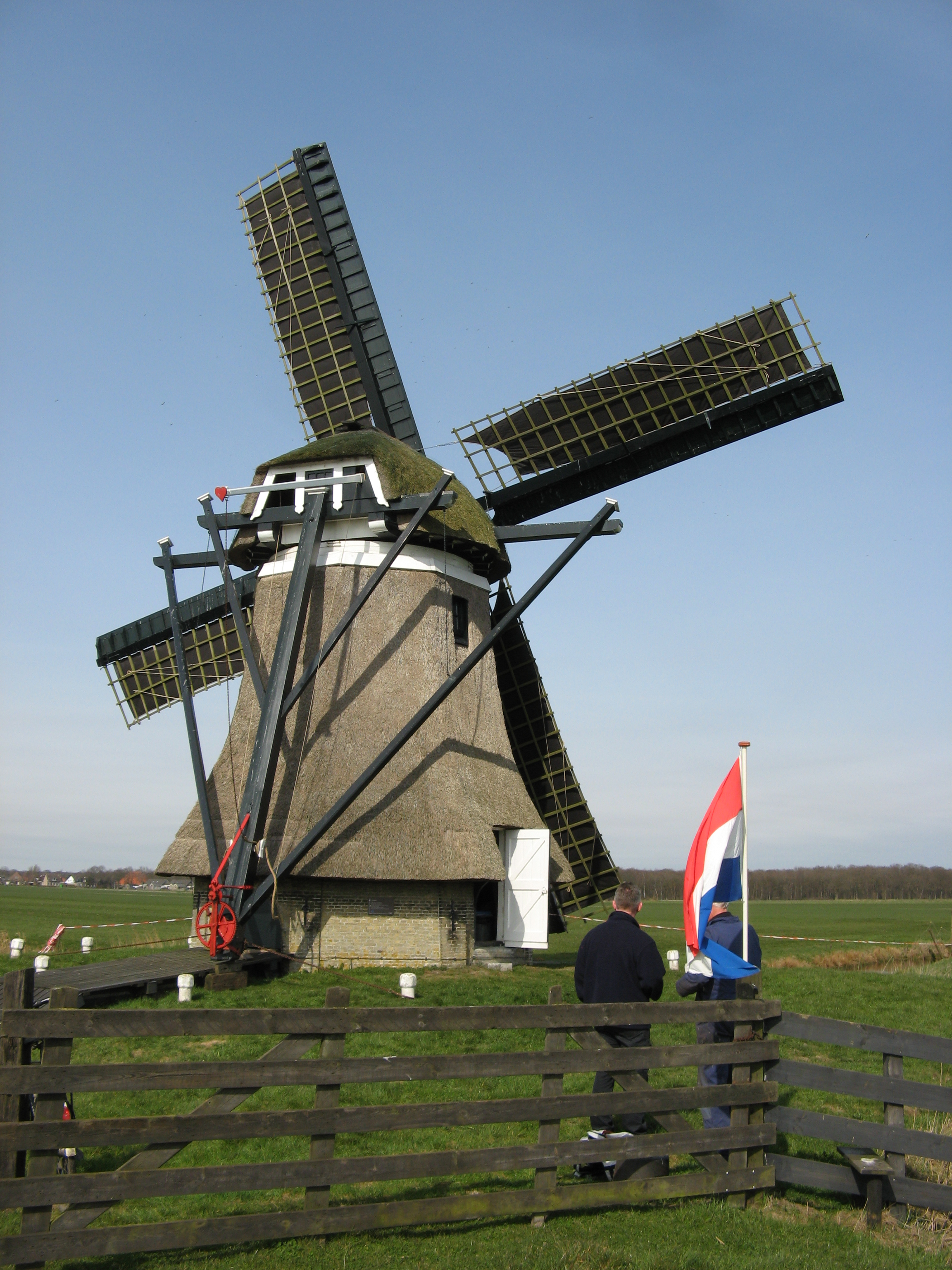
't Zwaantje (2020)
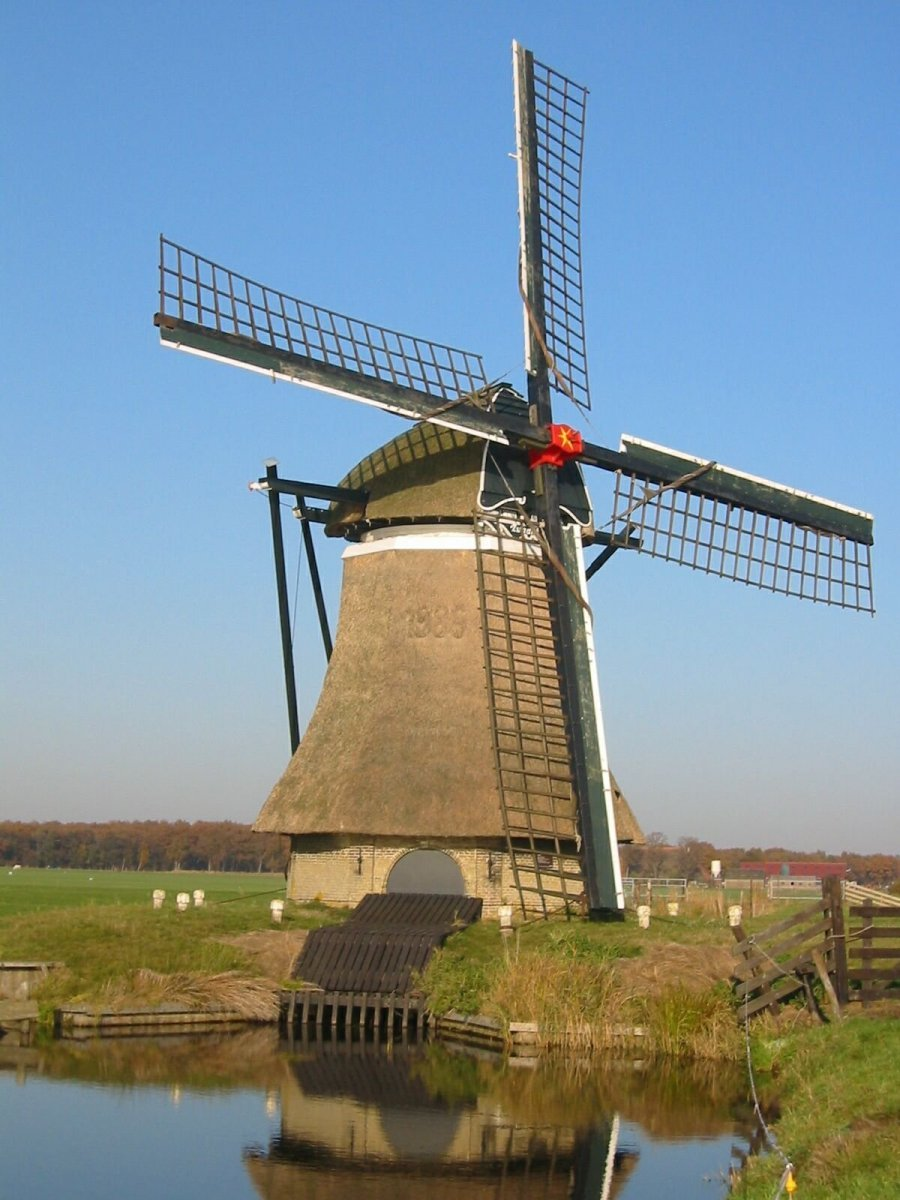
't Zwaantje (2002)